# Chorebus avesta
Chorebus avesta är en stekelart som först beskrevs av Nixon 1944.  Chorebus avesta ingår i släktet Chorebus och familjen bracksteklar. Arten är reproducerande i Sverige. Inga underarter finns listade i Catalogue of Life.